# Тюэль, Лоран
Лоран Тюэль (фр. Laurent Tuel;  род. 27 октября 1966, Нант) — французский режиссёр, сценарист, актёр.
Родился в семье Андре Тюэля и его супруги  Анн (урождённой Франсуа).
Как режиссёр дебютировал в 1989 году короткометражным фильмом «Селеста», когда ему было 23 года. В 2007 году был номинирован на премию «Сезар» за лучший оригинальный сценарий к комедии «Жан-Филипп» (совместно с  Кристофом Тюрпеном).

## Фильмография
| Год  | Название                          | Должность                     | Примечания                                                  |
| ---- | --------------------------------- | ----------------------------- | ----------------------------------------------------------- |
| 1990 | Упомянутый                        | стажёр-декоратор              | фильм Жана-Клода Дага                                       |
| 1991 | Селеста                           | режиссёр, сценарист           | кф                                                          |
| 1992 | Счастливый день Большого Фила     | режиссёр, сценарист           | кф                                                          |
| 1993 | Под звёздами                      | первый ассистент режиссёра    |                                                             |
| 1994 | Бульвар МакДональд                | актёр                         | короткометражный фильм Мельвиля Пупо                        |
| 1995 | Скала Акапулько                   | режиссёр, сценарист, продюсер |                                                             |
| 1995 | Деревенская резня бензопилой      | режиссёр                      | кф                                                          |
| 1997 | Золото инков                      | актёр                         | телефильм                                                   |
| 1999 | Морель и Марди на паперти         | актёр                         | кф                                                          |
| 2000 | Банкрот                           | актёр                         |                                                             |
| 2001 | Детская игра                      | режиссёр, сценарист           | кинофестиваль в Сиджесе — номинация за лучший фильм         |
| 2001 | Потолок                           | актёр                         | короткометражный фильм Матьё Деми                           |
| 2006 | Жан-Филипп                        | режиссёр, сценарист           | номинация на премию «Сезар» за лучший оригинальный сценарий |
| 2009 | Замкнутый круг                    | режиссёр, сценарист           |                                                             |
| 2013 | Тур де Шанс                       | режиссёр                      |                                                             |
| 2014 | Что такое хорошо, что такое плохо | режиссёр                      | телесериал, один эпизод                                     |
| 2015 | Обычная битва                     | режиссёр, сценарист           |                                                             |